# Tom Holland (cineasta)
Tom Holland (11 de julho de 1943) é um diretor de cinema e roteirista norte-americano. Ficou conhecido por seus trabalhos em filmes de horror como A Hora do Espanto e Brinquedo Assassino.

## Filmografia
- 1985: A Hora do Espanto
- 1987: Fatal Beauty
- 1988: Brinquedo Assassino
- 1990: The Stragner Within
- 1993: The Temp
- 1995: Fenda no Tempo
- 1996: A Maldição
- 2008: 5 or Die